# Museo del Ttok
El Museo del Ttok es un museo ubicado en Waryong-dong, Jongno-gu, Seúl, Corea del Sur. Fundado por Yoon Sookja, director del instituto de la cocina coreana, se inauguró en diciembre de 2002. Cuenta con casi 2000 utensilios de la gastronomía coreana desde maetdol (맷돌, un tipo de mortero coreano) hasta los utensilios de comienzos del siglo XX. Además, exhibe 200 tipos de ttok, un pastel coreano hecho de arroz.
Los visitantes pueden cocinar uno o dos tipos de ttoek en un curso que dura 2 horas y media.